# Kuftino (obwód wołogodzki)
Kuftino (ros. Куфтино) – wieś w Rosji, w rejonie kiczmiengsko-gorodieckim obwodu wołogodzkiego. W 2010 r. liczyła 24 mieszkańców.